# Tommaso Montanari
Tommaso Montanari (Terni, 14 agosto 1991) è un pilota motociclistico italiano attivo nelle categorie enduro e motorally, in entrambe delle quali si è affermato campione nazionale.

## Biografia
Nativo di Terni e avviato alla pratica motociclistica dalla famiglia, già a sette anni vinse i suoi primi titoli nazionali di categoria per poi passare a 14 anni al campionato regionale Enduro, specialità nella quale si aggiudicò la Coppa Italia Cadetti nel 2008 e il suo primo campionato nazionale under-23 (categoria E1 4 tempi) nel 2013.
Esordiente nel 2015 nel mondiale Enduro, nel 2017 partecipò alla neonata classe GP e l'anno successivo fu campione europeo di specialità categoria 250 cc 4 tempi.
Nel biennio 2019-2020 si laureò campione italiano due volte a seguire nella classe 125 cc 2 tempi.
Passato nel 2021 al Motorally, in tale specialità si è subito imposto come campione nazionale al primo anno nella classe 500 cc; nella stagione successiva, per la scuderia Solarys, ha riportato la vittoria nella categoria RT3 e nella classe 600.
Dal 2023 partecipa al Rally del Marocco e alla Dakar, competizione, quest'ultima, che nel 2025 è riuscito a portare a compimento come 35º in graduatoria generale e primo tra gli italiani in gara.
Dal 2024 gareggia per la scuderia Fantic.

## Palmarès
- Campionato europeo Enduro: 1
2018 (classe 250 cc 4 tempi)
- Campionato italiano Enduro: 3
2013 (Categoria under-23 classe E1 4 tempi)
2019, 2020 (classe 125 cc 2 tempi)
- Campionato italiano Motorally e Raid TT: 3
2019 (classe 500)
2020 (categoria RT3 e classe 600)